# سنجاب بوته‌ای نواری
سنجاب بوته‌ای نواری (نام علمی: Paraxerus flavovittis) نام یک گونه از سرده سنجاب بوته‌ای آفریقایی است.